# Calle de la Iglesia (Segovia)
La calle de la Iglesia es una vía pública de la ciudad española de Segovia.

## Descripción
La vía rodea la iglesia de San Lorenzo, que le da nombre, y llega hasta la calle del Cardenal Zúñiga. Aparece descrita en Las calles de Segovia (1918) de Mariano Sáez y Romero con las siguientes palabras:

Iglesia.—Sale de la plazuela de San Lorenzo, y dando la vuelta por una escalinata, va a dar a la calle del Cardenal Zúñiñga. La artística iglesia de San Lorenzo, es lo que ha dado rotulación a la calle, en la que sus casas son de modestos hortelanos.
(Sáez y Romero, 1918, p. 86)